# Neuquenia
Neuquenia es un género de arañas araneomorfas de la familia Amaurobiidae. Se encuentra en Argentina.

## Especies
Según The World Spider Catalog 12.0:
- Neuquenia pallida Mello-Leitão, 1940
- Neuquenia paupercula (Simon, 1905)